# Coupe des îles Féroé de football 1968
Navigation
Løgmanssteypið 1967 Løgmanssteypið 1969
La Coupe des Îles Féroé 1968 de football est la 14e édition de la Løgmanssteypið (Trophée du Premier Ministre). 
La finale du tournoi se disputa à Tórshavn au stade Gundadalur.
Le HB Tórshavn fut le vainqueur. C'est le septième titre du club.

## Format
Prenant place entre les mois de juin à septembre 1968, la compétition se décompose en trois phases allant du premier tour jusqu'à la finale. Seules les équipes de Meistaradeildin 1968 (Division des Champions) participèrent à la compétition.

## Clubs participants
| \| B36 HB KÍ TB VBV \| Localisation des clubs engagés dans la coupe nationale 1968. |
| B36 HB KÍ TB VBV                                                                    |

- B36 Tórshavn - Meistaradeildin
- HB Tórshavn - Meistaradeildin
- KÍ Klaksvík - Meistaradeildin Tenant du Titre
- TB Tvøroyri - Meistaradeildin
- VB Vágur - Meistaradeildin

## Résultats

### Premier tour[2]
| Date        | Équipe 1    | Résultat | Équipe 2 |
| ----------- | ----------- | -------- | -------- |
| 9 juin 1968 | HB Tórshavn | 0-0      | VB Vágur |

### Demi-finales[3]
| Date           | Équipe 1     | Résultat        | Équipe 2    |
| -------------- | ------------ | --------------- | ----------- |
| 6 juillet 1968 | B36 Tórshavn | 2-1             | KÍ Klaksvík |
| 7 juillet 1968 | TB Tvøroyri  | 1-1ap 4 - 5 tab | HB Tórshavn |

### Finale
| 8 septembre 1968 | HB Tórshavn | 2-1   | B36 Tórshavn | Gundadalur, Tórshavn |
|                  |             | (1-0) |              |                      |